# Carrie Underwood
Carrie Marie Underwood, född 10 mars 1983 i Muskogee, Oklahoma, är en amerikansk country- och popsångare. Hon vann den 4:e säsongen av American Idol år 2005 och fick en hit samma år med debutsingeln "Inside Your Heaven" som sålde platina.
Hennes andra singel hette "Jesus, Take The Wheel" och den sålde guld. Underwood har hittills (2022) släppt sex album: Some Hearts, Carnival Ride, Play On, Blown Away, Storyteller och Denim & Rhinestone. Some Hearts och Carnival Ride sålde dubbel-platina i USA. Den 3 november 2009 släpptes hennes tredje album, Play On. Albumet gick direkt upp på första plats på Billboard 200. Första singeln från Play On, "Cowboy Casanova", blev hennes elfte listetta. Hon har blivit en mycket prisbelönad och framgångsrik countrysångerska efter segern i American Idol. 2007 vann hon en Grammy för "Best New Artist".

## Personligt
Underwood är gift med ishockeyspelaren Mike Fisher. Hon har tidigare varit tillsammans med utövaren av amerikansk fotboll, Tony Romo.

## Diskografi
Studioalbum
- 2005 – Some Hearts
- 2007 – Carnival Ride
- 2009 – Play On
- 2012 – Blown Away
- 2015 – Storyteller
- 2018 - Cry Pretty
- 2022 - Denim & Rhinestones

Singlar
- 2005 – "Inside Your Heaven"
- 2005 – "Jesus, Take the Wheel"
- 2005 – "Some Hearts"
- 2006 – "Don't Forget to Remember Me"
- 2006 – "Before He Cheats"
- 2007 – "Wasted"
- 2007 – "So Small"
- 2008 – "All American Girl"
- 2008 – "Last Name"
- 2008 – "Just a Dream"
- 2009 – "I Told You So"
- 2009 – "Cowboy Casanova"
- 2009 – "Temporary Home"
- 2009 – "Undo It"
- 2009 – "Mama's Song"
- 2012 – "Good Girl"
- 2012 – "Blown Away"
- 2012 – "Two Black Cadillacs"
- 2013 – "See You Again"
- 2014 – "Something in the Water"
- 2015 – "Little Toy Guns
- 2015 – "Smoke Break"
- 2018 - "Cry Pretty"
- 2022 - "Ghost Story"
- 2022 - "She Don't Know"
- 2022 - "Crazy Angels"
- 2022 - "Denim & Rhinestone"

DVD/Video
- 2012 – All American
- 2013 – The Blown Away Tour: Live

Andra bidrag
- 2011 – "Remind Me" (med Brad Paisley från albumet This Is Country Music)
- 2013 – "Can't Stop Lovin' You" (med Aerosmith från albumet Music from Another Dimension!)

## Priser och utmärkelser
- 2007 – Grammy i kategorin Best New Artist.[8][9]
- 2008 – Grammy för låten "Before He Cheats" i kategorin Best Country Vocal Performance - Female.[9]
- 2013 – Grammy för låten "Blown Away" i kategorin Best Country Solo Performance.[9]
- 2015 – Grammy för låten "Something In the Water" i kategorin Best Country Solo Performance.[10][11]
- 2015 – People's Choice Awards i kategorin Favorite Female Country Artist.[9]